# Censorato
Il Censorato (cinese tradizionale: 御史台; pinyin: yùshǐtái, in seguito 都察院 dūcháyuàn) era l'agenzia di sorveglianza imperiale nella Cina antica e imperiale. Fu istituito per la prima volta durante la dinastia Qin (221–207 a.C.) e riapparve frequentemente nel corso della storia cinese. Il suo servizio d'informazione aveva il compito di riferire all'imperatore le notizie importanti dell'impero e di controllare i funzionari.
Durante la dinastia Ming (1368–1644), il Censorato era una branca della burocrazia centrale, parallela ai Sei Ministeri e alle cinque Commissioni Militari, e rispondeva del proprio operato direttamente all'imperatore. I censori erano "gli occhi e le orecchie" dell'imperatore e controllavano gli amministratori ad ogni livello, per prevenire la corruzione e la condotta illecita, una caratteristica comune di quel periodo. Si raccontavano storie di censori che svelavano la corruzione come pure di censori che accettavano tangenti. Generalmente parlando, i censori erano temuti e detestati e dovevano spostarsi costantemente per svolgere i loro doveri, sia per facilitare il loro lavoro, sia per evitare le varie pressioni (tentativi di corruzione o minacce).
Nella Cina contemporanea una funzione analoga viene attribuita alla Commissione Centrale per le Ispezioni Disciplinari (中央纪律检查委员会) del Partito Comunista Cinese. Posta alle dirette dipendenze del Comitato centrale del Partito Comunista Cinese esercita una funzione di controllo, investigativa e sanzionatoria, sui soli membri del Partito Comunista Cinese: siano essi semplici iscritti, amministratori civili o membri dell'Esercito Popolare di Liberazione.